# Hendrik van Nassau-Dillenburg
Hendrik (Dillenburg, 28 augustus 1641 - Slot Ludwigsbrunn, 18 april 1701) was van 1662 tot 1701 vorst van Nassau-Dillenburg.

## Leven
Hendrik was de zoon van erfprins George Lodewijk (1618-1656), de zoon van vorst Lodewijk Hendrik, en van Anna Augusta van Brunswijk-Wolfenbüttel (1612-1673), een dochter van Hendrik Julius van Brunswijk-Wolfenbüttel, wier zuster Sophia Hedwig was gehuwd met Ernst Casimir van Nassau-Dietz.
Hendrik werd opgeleid aan de hogeschool te Herborn, die later onder zijn regering een bloeiperiode zou beleven, en later in Frankrijk. In 1662 volgde hij zijn grootvader Lodewijk Hendrik op in Nassau-Dillenburg. Zijn heerschappij geldt als vrij onbeduidend.
Hij huwde in 1663 met Dorothea Elisabeth van Silezië-Liegnitz-Brieg, een dochter van George III van Legnica. Na haar dood maakte hij vergeefs aanspraak op het hertogdom van zijn schoonvader. Hendrik stierf in 1701 en werd op 2 juni 1701 bijgezet in de grafkelder in de Evangelische Stadskerk in Dillenburg.Hij werd opgevolgd door zijn oudste nog levende zoon Willem II, op wie in 1724 diens jongere broer Christiaan volgde.

## Kinderen
Uit Hendriks huwelijk met Dorothea Elisabeth werden zestien kinderen geboren:
- Sophie Augusta (1666-1733), gehuwd met Willem van Anhalt-Harzgerode
- George Lodewijk (1667-1681)
- Frederika Albertina(1668-1719)
- doodgeboren zoon (1669)
- Willem II (1670-1724), vorst van Nassau-Dillenburg
- Karel (1672-1672)
- Adolf (1673-1690)
- Frederika Amalia (1674-1724)
- Dorothea Elisabeth (1676-1676)
- Wilhelmina Henriëtte (1677-1727)
- Frederik Hendrik (1678-1681)
- Charlotte Amalia (1680-1738), gehuwd met Willem Hendrik I van Nassau-Usingen
- Lodewijk Hendrik (1681-1710)
- Johan George (1683-1690)
- Dorothea Elisabeth (1685-1686)
- Christiaan (1688-1739), vorst van Nassau-Dillenburg
- Hendrik (1689-1689)